# Superpuchar PZPS w piłce siatkowej mężczyzn (1995)
Superpuchar PZPS w piłce siatkowej mężczyzn 1995 – turniej zorganizowany w dniach 8-9 kwietnia 1995 roku w Szczecinie przez Polski Związek Piłki Siatkowej (PZPS). Wzięły w nim udział cztery zespoły: AZS Yawal Częstochowa, Legia Warszawa, Morze ESPEBEPE Szczecin oraz Włókniarz Metalplast Bielsko-Biała.
8 kwietnia rozegrane zostały mecze półfinałowe, 9 kwietnia natomiast mecz o 3. miejsce oraz finał. W finale AZS Yawal Częstochowa pokonał 3:0 Morze ESPEBEPE Szczecin.
Regulamin przewidywał możliwość wypożyczenia na czas turnieju przez każdy zespół po dwóch zawodników z innych klubów. Skorzystały z tego dwa zespoły: klub Morze ESPEBEPE Szczecin wypożyczył Krzysztofa Wójcika (Stal Hochland Nysa) i Romana Bartuziego (Stilon Gorzów Wielkopolski), natomiast Włókniarz Metalplast Bielsko-Biała – Rafała Legienia (Kazimierz Płomień Sosnowiec) oraz Wiesława Popika (Górnik Radlin).
Najwszechstronniejszym zawodnikiem wybrany został Krzysztof Wójcik.

## Rozgrywki

### Drabinka
|  | Półfinały                          | Półfinały               |   |                                    | Finał                 | Finał |  |
|  |                                    |                         |   |                                    |                       |       |  |
|  |                                    |                         |   |                                    |                       |       |  |
|  | AZS Yawal Częstochowa              | 3                       |   |                                    |                       |       |  |
|  | Włókniarz Metalplast Bielsko-Biała | 1                       |   |                                    |                       |       |  |
|  |                                    |                         |   |                                    |                       |       |  |
|  |                                    |                         |   |                                    |                       |       |  |
|  |                                    |                         |   |                                    | AZS Yawal Częstochowa | 3     |  |
|  |                                    | Morze ESPEBEPE Szczecin | 0 |                                    |                       |       |  |
|  |                                    |                         |   |                                    |                       |       |  |
|  |                                    |                         |   |                                    |                       |       |  |
|  |                                    |                         |   |                                    | Mecz o 3. miejsce     |       |  |
|  |                                    |                         |   |                                    |                       |       |  |
|  | Morze ESPEBEPE Szczecin            | 3                       |   | Włókniarz Metalplast Bielsko-Biała | 3                     |       |  |
|  | Legia Warszawa                     | 1                       |   |                                    | Legia Warszawa        | 0     |  |

### Półfinały
| Data       | Drużyna 1               | Wynik | Drużyna 2                          | Sety |
| ---------- | ----------------------- | ----- | ---------------------------------- | ---- |
| 08.04.1995 | AZS Yawal Częstochowa   | 3:1   | Włókniarz Metalplast Bielsko-Biała |      |
| 08.04.1995 | Morze ESPEBEPE Szczecin | 3:1   | Legia Warszawa                     |      |

### Mecz o 3. miejsce
| Data       | Drużyna 1                          | Wynik | Drużyna 2      | Sety |
| ---------- | ---------------------------------- | ----- | -------------- | ---- |
| 09.04.1995 | Włókniarz Metalplast Bielsko-Biała | 3:0   | Legia Warszawa |      |

### Finał
| Data       | Drużyna 1             | Wynik | Drużyna 2               | Sety              |
| ---------- | --------------------- | ----- | ----------------------- | ----------------- |
| 09.04.1995 | AZS Yawal Częstochowa | 3:0   | Morze ESPEBEPE Szczecin | 15:11, 15:5, 15:8 |

## Klasyfikacja końcowa
| Lp. | Drużyna                            |
| --- | ---------------------------------- |
| 1.  | AZS Yawal Częstochowa              |
| 2.  | Morze ESPEBEPE Szczecin            |
| 3.  | Włókniarz Metalplast Bielsko-Biała |
| 4.  | Legia Warszawa                     |

## Nagrody indywidualne
| Nagroda                           | Zawodnik         |
| --------------------------------- | ---------------- |
| Najwszechstronniejszy gracz (MVP) | Krzysztof Wójcik |
| Najlepszy atakujący               | Leszek Czerlonek |
| Najlepszy przyjmujący             | Radosław Panas   |

Dodatkowo trenerzy mogli wybrać ze swojej drużyny najlepszego zawodnika:
| Zespół                             | Trener              | Najlepszy gracz   |
| ---------------------------------- | ------------------- | ----------------- |
| AZS Yawal Częstochowa              | Stanisław Gościniak | Marcin Nowak      |
| Legia Warszawa                     | Wojciech Drzyzga    | Leszek Urbanowicz |
| Morze ESPEBEPE Szczecin            | Andrzej Grygołowicz | Janusz Wojdyga    |
| Włókniarz Metalplast Bielsko-Biała | Wiktor Krebok       | Piotr Gruszka     |